# Jerzy Kamoda
Jerzy Kamoda (ur. w 1927 w Starej Kuźnicy, zm. w 2005 w Kielcach) – polski artysta fotograf, uhonorowany tytułem Artiste FIAP (AFIAP). Członek Związku Polskich Artystów Fotografików, prezes i członek Świętokrzyskiego Towarzystwa Fotograficznego. Artysta Kieleckiej Szkoły Krajobrazu.

## Życiorys
Pierwsze samodzielnie opracowane zdjęcia Jerzego Kamody powstały w 1943 roku. W czasie studiów został członkiem Polskiego Towarzystwa Fotograficznego – oddział w Łodzi i od 1952 roku zaczął systematycznie prezentować swoje zdjęcia na ogólnopolskich wystawach zbiorowych. Po raz pierwszy zadebiutował udziałem w Ogólnopolskiej Wystawie Fotografii Przyrodniczej w Poznaniu, przedstawiając temat „Puszcza Jodłowa”. W zdecydowanej większości fotografie Jerzego Kamody były poświęcone krajobrazowi i przyrodzie.
W 1955 roku był inicjatorem i współzałożycielem Oddziału Kieleckiego Polskiego Towarzystwa Fotograficznego, późniejszego Świętokrzyskiego Towarzystwa Fotograficznego – od 1961 roku, gdzie w latach 1956–1971 był prezesem. W latach 1962–1968 był członkiem artystycznej „Grupy Roboczej” przy ŚTF. W 1976 roku wstąpił do Związku Polskich Artystów Fotografików, był współorganizatorem Oddziału Świętokrzyskiego ZPAF w Kielcach, gdzie pełnił funkcję przewodniczącego Okręgowej Komisji Kwalifikacyjnej, kolejno wiceprezesa i sekretarza. W latach 1980–1982 był członkiem Komisji Rewizyjnej ZPAF w Warszawie.
W 1964 roku został wyróżniony Dyplomem Honorowym Federacji Amatorskich Stowarzyszeń Fotograficznych w Polsce, za wybitne zasługi dla rozwoju ruchu fotograficznego. W 1983 roku dostał nominację (Ministra Kultury i Sztuki) na rzeczoznawcę do spraw oceny i wyceny dzieł sztuki fotograficznej. Był autorem i współautorem licznych wystaw fotograficznych, krajowych i międzynarodowych, m.in. wystaw odbywających się pod patronatem FIAP. Był autorem fotografii do albumów: „Ziemia Kielecka”, „Kieleckie Krajobrazy”. Jego zdjęcia znajdują się w zbiorach Muzeum Historii Kielc.
Jako przedstawiciel (członek) Kieleckiej Szkoły Krajobrazu został wyróżniony nagrodami zespołowymi: zbiorową Odznaką Za Zasługi dla Kielecczyzny (1980), Nagrodą Zespołową I Stopnia z Funduszu Nauki i Kultury im. Stanisława Staszica (1982) i zbiorową Nagrodą I Stopnia Ministra Kultury i Sztuki (1983).
Międzynarodowa Federacja Sztuki Fotograficznej FIAP przyznała mu honorowy tytuł AFIAP (Artiste FIAP).
Jerzy Kamoda zmarł 24 marca 2005 roku. Pogrzeb odbył się 30 marca 2005 na cmentarzu komunalnym w Cedzynie.

## Odznaczenia
- Złoty Krzyż Zasługi (1964)
- Odznaka „Zasłużony Działacz Kultury” (1975)
- Medal im. Jana Bułhaka